# Kandhla
Kandhla es una ciudad y municipio situada en el distrito de Shamli en el estado de Uttar Pradesh (India). Su población es de 46796 habitantes (2011). 

## Demografía
Según el censo de 2011 la población de Kandhla era de 46796 habitantes, de los cuales 24535 eran hombres y 22261 eran mujeres. Kandhla tiene una tasa media de alfabetización del 55,43%, inferior a la media estatal del 67,68%: la alfabetización masculina es del 63,57%, y la alfabetización femenina del 46,51%.